# Tron królewski w Rhens

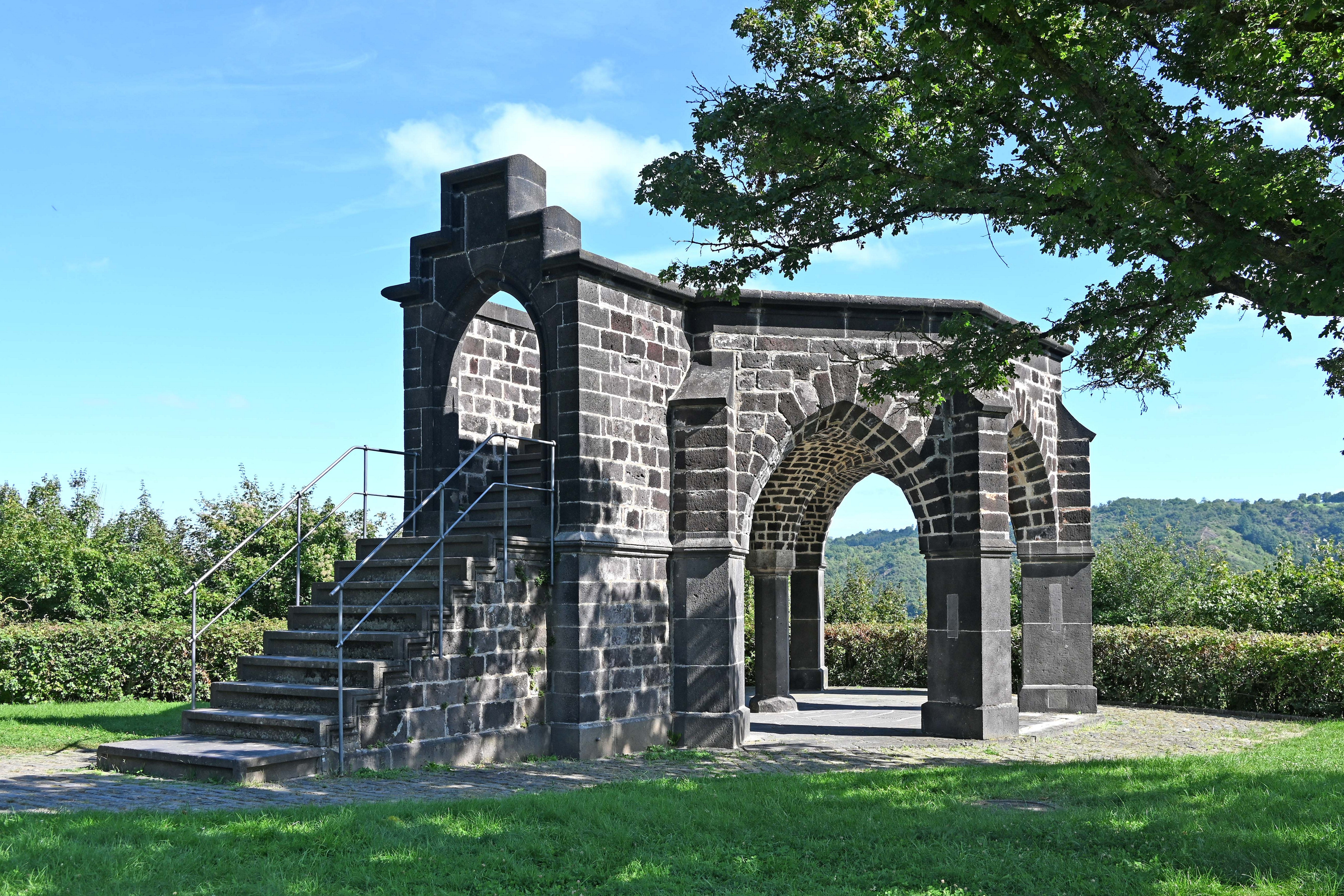
Tron królewski w Rhens

Tron królewski w Rhens (niem. Königsstuhl von Rhens) – kamienna, dwupiętrowa ośmiokątna budowla o kształcie tronu na miejscu sadu orzechowego w Rhens na południe od Koblencji, przy której w średniowieczu często odbywały się narady elektorów. Obecna budowla została wzniesiona w 1842 na miejscu oryginału zniszczonego w 1795.
Tron królewski w zarysie odpowiada zapewne dawnej drewnianej budowli. Obecna ośmiokątna budowla składa się z platformy wspartej na ośmiu filarach, na którą prowadzi 17 schodów. Tron został zbudowany z lawy wulkanicznej i bazaltu.
W 1273 po raz pierwszy w sadzie orzechowym nad brzegiem Renu odbyła się narada czterech elektorów (arcybiskupi Moguncji, Trewiru i Kolonii i palatyn reński) przed wyborem Rudolfa z Habsburga. Zorganizowano ją w miejscu, gdzie zbiegały się granice czterech elektoratów. Kolejne narady odbyły się przed wyborem Henryka VII i Ludwika Bawarskiego odpowiednio w 1308 i 1313/1314. W 1338 obradował w tym miejscu zjazd elektorów.
W 1346 w Rhens wybrano Karola IV na antykróla niemieckiego. W 1376 odbyła się w tym miejscu narada przed wyborem na króla niemieckiego Wacława IV, syna Karola IV. Sam wybór na mocy postanowień Złotej Bulli Karola IV nastąpił we Frankfurcie nad Menem 10 czerwca 1376. Kilka dni później 9 lipca 1376 Karol IV rozkazał wybudować »steynen gestuel« (kamienną ławę), na której elektorzy mieli wskazywać przyszłego króla.

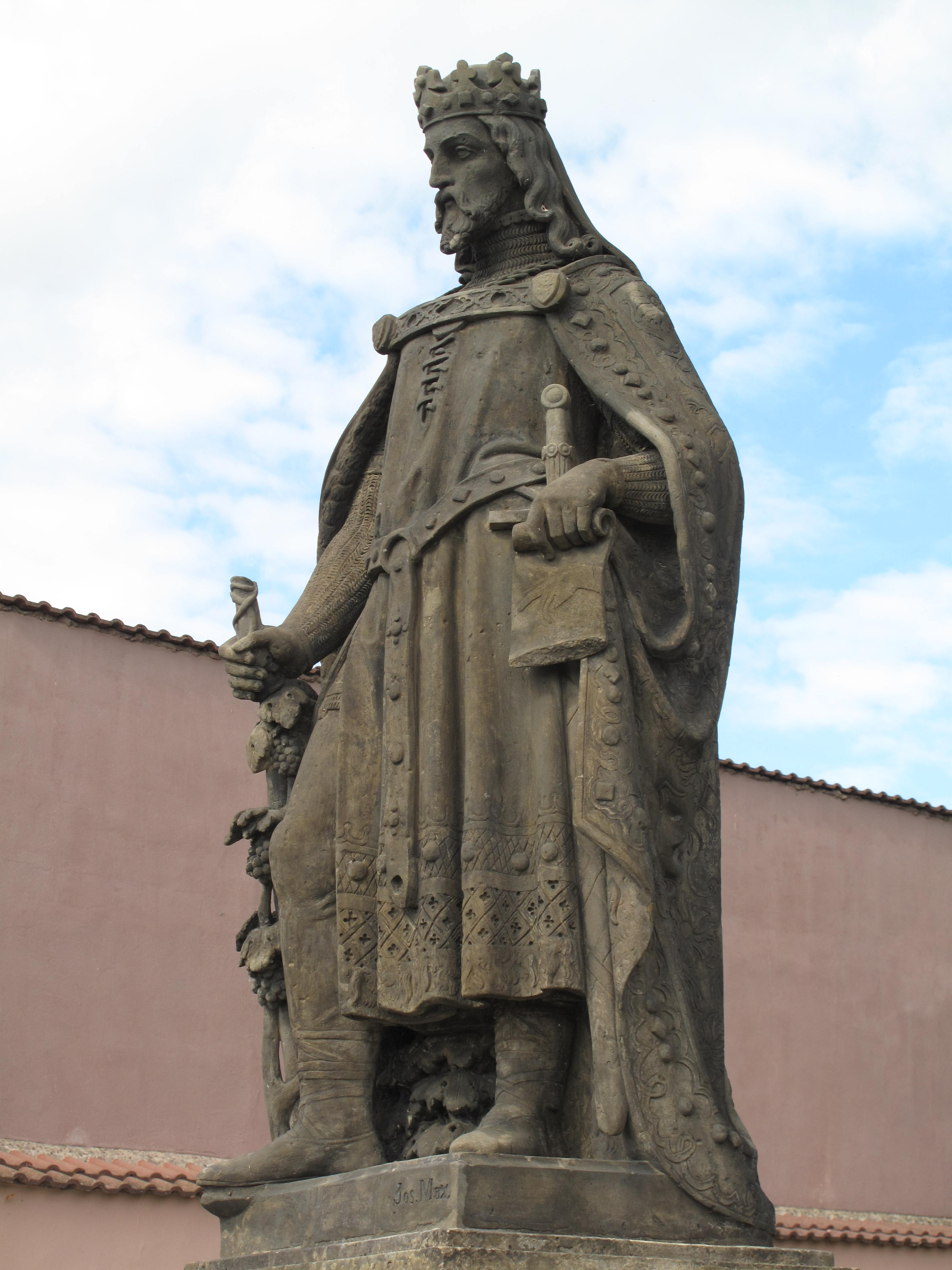
Cesarz Karol IV, inicjator budowy tronu

Tron musieli wybudować mieszczanie z Rhens. Na pokrycie kosztów budowy i utrzymania cesarz nadał im przywilej celny.
W 1398 tron był po raz pierwszy wzmiankowany zapewne w związku z wizytą Wacława IV w Rhens. Po detronizacji Wacława w 1400 posadzony na nim został Ruprecht z Palatynatu. Po śmierci Ruprechta tron utracił znaczenie jako miejsce narad i wyborów, ale w 1433 zasiadł na nim Fryderyk III, który złożył wówczas przysięgę Rzeszy i został pasowany na rycerza. Podczas podróży z Frankfurtu do Akwizgranu wszedł na tron Maksymilian I.
Według innych źródeł Ruprecht z Palatynatu był pierwszym i ostatnim królem, który został w Rhens wybrany, ponieważ wówczas już miejscem wyboru monarchy był Frankfurt. Budowa tronu przez Karola IV, jako miejsca zebrań przygotowujących elekcję, jest uważana za rodzaj odszkodowania dla dawnego pola elekcyjnego. Kolejni królowie i cesarze odwiedzali to miejsce w drodze na koronację do Akwizgranu. Wchodzili na tron w celu złożenia przysięgi i zaprezentowania się ludowi. Zwyczaj ten zanikł ok. 1550. 
Tron był restaurowany w 1624 z polecenia landgrafa Jerzego II z Hesji-Darmstadt. W następnych latach jednak z wolna popadał w ruinę. W 1795 żołnierze francuscy sprzedali go na materiał budowlany mieszkańcom Rhens. W 1806 budowla została całkowicie rozebrana. W 1826 Karl Bernhard Hundeshagen zaprojektował noworoczną plakietkę z reliefem przedstawiającym tron. Wkrótce rozpoczęto zbiórkę pieniędzy, którą wsparł król Fryderyk Wilhelm IV. W latach 1841–1843 budowniczy Johann Claudius von Lassaulx wzniósł nowy tron. W 1848 odbyła się w tym miejscu manifestacja z okazji zwołania parlamentu frankfurckiego.
W 1929 tron przeniesiono w obecne miejsce na wzgórzu Schawall w pobliżu drogi krajowej B9. Na starym miejscu umieszczono tablicę pamiątkową. Budowla była remontowana w latach 1979–1982. Od 2002 tron jest częścią krajobrazu kulturowego „Oberes Mittelrheintal” (pol. „Górna dolina środkowego Renu”), wpisanego na listę światowego dziedzictwa UNESCO.
Przez wiele lat przy tronie odbywała się uroczystość, podczas której burmistrz Koblencji otrzymywał urzędowy łańcuch. Od Zielonych Świąt 1978 spotykają się w tym miejscu burmistrzowie Koblencji i Rhens.

## Literatura
- Landesamt für Denkmalpflege, Burgen, Schlösser, Altertümer Rheinland-Pfalz (Hrsg.): Staatliche Burgen, Schlösser und Altertümer in Rheinland-Pfalz. Koblenz 2003 (Heft 7). S. 146 f.